# 戴卓爾號驅逐艦 (DD-162)
戴卓爾號驅逐艦（舷號DD-162），轉交皇家加拿大海軍後更名尼亞加拉號，是一艘美國海軍建造的驅逐艦，為維克斯級驅逐艦的88號艦。她是美軍第一艘以戴卓爾為名的軍艦，以紀念美國內戰時期的海軍軍官亨利·戴卓爾（Henry Knox Thatcher）。
戴卓爾號在1918年於霍河造船廠開始建造，在同年下水，於1919年服役，其時第一次世界大戰已經結束。稍後戴卓爾號分別在大西洋及太平洋執勤，於1922年退役封存。第二次世界大戰爆發後，戴卓爾號重返現役，並調回大西洋作中立巡航，護航商船。1940年戴卓爾號按租借法案轉交皇家加拿大海軍，更名為尼亞加拉。此後尼亞加拉號繼續其護航任務，並協助英國皇家海軍俘獲德國U-570號潛艇。1944年後尼亞加拉號用作魚雷訓練艦，並在1945年退役除籍，於1946年出售拆解。